# Goldau

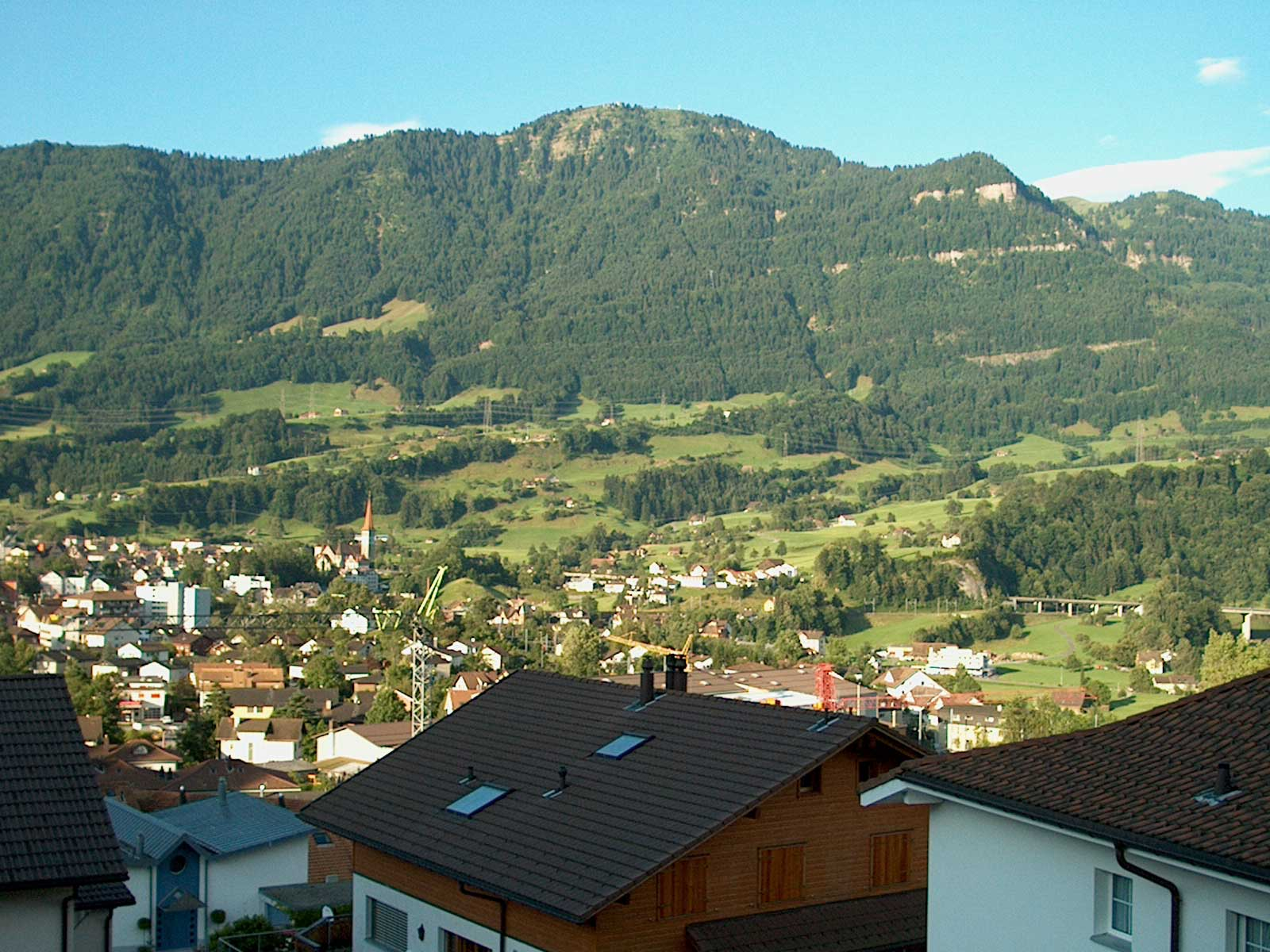
Rigi Scheidegg visto de Goldau

Goldau é uma cidade no município de Arth, cantão de Schwyz, Suíça. Situa-se entre as montanhas Rigi e Rossberg e entre os lagos Zug e Lauerz.

## História

Gravura contemporânea mostrando a situação após o deslizamento de terra

Goldau é conhecida principalmente na Suíça por seu deslizamento de terra histórico, o "deslizamento de terra de Goldau" (Goldauer Bergsturz) de 1806, que matou 457 pessoas. É também conhecida pela sua importância para a rede ferroviária suíça, com a estação Arth-Goldau formando a intersecção entre as linhas Gotthard, Lucerna, Zug–Zurique e Pfäffikon.